# Suède au Concours Eurovision de la chanson 1974
La Suède a participé au Concours Eurovision de la chanson 1974 à Brighton, au Royaume-Uni. C'est la 15e participation et la 1re victoire de la Suède au Concours Eurovision de la chanson.
Le pays est représenté par ABBA et la chanson Waterloo, sélectionnés lors d'une finale nationale organisée par Sveriges Radio.

## Sélection

### Melodifestivalen 1974
Sveriges Radio (SR) organise la 14e édition du Melodifestivalen pour sélectionner l'artiste et la chanson qui représenteront la Suède au Concours Eurovision de la chanson 1974.
La finale nationale, présentée par Johan Sandström (sv), a eu lieu le 9 février 1974 à Stockholm. Titti Sjöblom (en), l'une des participants au Melodifestivalen, est la fille d'Alice Babs qui est la première à avoir représenté la Suède à l'Eurovision lors de sa troisième édition en 1958.
Les chansons étaient toutes interprétées en suédois, langue nationale de la Suède. La chanson sélectionnée a finalement été interprétée en anglais au Concours Eurovision de la chanson 1974, le règlement entre 1973 et 1976 autorisant aux pays participants d'utiliser la langue de leurs choix. Il s'agit d'ailleurs de la première chanson interprétée dans une autre langues que celles du ^pays pour laquelle elle concourt à remporter l'Eurovision.

#### Finale
| Ordre | Artiste                                  | Chanson                        | Traduction                       | Points | Place |
| ----- | ---------------------------------------- | ------------------------------ | -------------------------------- | ------ | ----- |
| 1     | Lena Ericsson (sv)                       | En enda jord                   | Un seul monde                    | 185    | 3     |
| 2     | Östen Warnerbring                        | En mysig vals                  | Une valse intime                 | 10     | 10    |
| 3     | Göran Fristorp (sv)                      | Jag minns dej nog              | Je me souviens de toi            | 16     | 7     |
| 4     | Titti Sjöblom (en)                       | Fröken Ur sång                 | Une chanson parlant de l'horloge | 148    | 4     |
| 5     | ABBA                                     | Waterloo                       | -                                | 302    | 1     |
| 6     | Lasse Berghagen                          | Min kärleksång till dej        | Ma chanson d'amour pour toi      | 211    | 2     |
| 7     | Inger Öst (sv)                           | En grön dröm om dej            | Un rêve vert à mon propos        | 61     | 5     |
| 8     | Sylvia Vrethammar et Göran Fristorp (sv) | En dröm är en dröm             | Un rêve est un rêve              | 31     | 6     |
| 9     | Lena Bergqvist (sv)                      | Den sista sommaren av mitt liv | Le Dernier Été de ma vie         | 11     | 9     |
| 10    | Glenmarks (sv)                           | I annorlunda land              | Dans un pays différent           | 15     | 8     |

## À l'Eurovision
Chaque pays avait un jury de dix personnes. Chaque juré attribuait un point à sa chanson préférée.

### Points attribués par la Suède
| 3 points | Pays-Bas              |
| 2 points | Grèce Irlande         |
| 1 point  | Israël Monaco Norvège |

### Points attribués à la Suède
| 10 points           | 9 points | 8 points   | 7 points                       | 6 points                                                  |
| ------------------- | -------- | ---------- | ------------------------------ | --------------------------------------------------------- |
|                     |          |            |                                |                                                           |
| 5 points            | 4 points | 3 points   | 2 points                       | 1 point                                                   |
| - Finlande - Suisse |          | - Pays-Bas | - Allemagne - Israël - Norvège | - Espagne - Irlande - Luxembourg - Portugal - Yougoslavie |

Le groupe ABBA interprète Waterloo en 8e position, après la Yougoslavie et avant le Luxembourg. Au terme du vote final, la Suède termine 1re sur 17 pays avec 24 points.